# 637
637(육백삼십칠)은 636보다 크고 638보다 작은 자연수이다.

## 수학
- 합성수로, 그 약수는 1, 7, 13, 49, 91, 637이다. 진약수의 합은 161이므로, 637은 부족수다.
- 13번째 십각수다. 앞의 십각수는 540, 다음은 742이다.
- {\displaystyle 637=14^{2}+21^{2}}
  - 연속하는 두 개의 {\displaystyle 7n}({\displaystyle n}은 자연수)의 제곱합으로 나타낼 수 있으며, 이 성질을 지닌 앞의 수는 245, 다음 수는 1225다.
- {\displaystyle 79^{3}-1}은 637로 나누어떨어진다.

## 과학
- NGC 637(영어판): 카시오페이아자리 방향에 있는 산개성단.

## 교통

### 철도
- 서울 지하철 6호선 창신역의 역번호.

### 도로
- 현도 제637호선

## 군사
- U-637(영어판, 독일어판): 제2차 세계 대전에 사용된 나치 독일의 군용 잠수함.

## 문화유산
- 대한민국의 보물 제637호: 도기 바퀴장식 뿔잔

## 작품
- 《637: Always and Forever》: 2001년 8월 22일 출시된 크리스탈 케이의 음반.

## 기타
- 연도: 637년, 기원전 637년